# Полетарац
Полетарац је дечја образовна телевизијска серија Телевизије Београд емитована 1980. године. Сценарио за серију Полетарац написали су Тимоти Џон Бајфорд и Мила Станојевић Бајфорд на основу истоименог дечјег листа Душка Радовића. Лист Полетарац престао је да излази 1975. године. Снимање серије почело је 1979. године. Серију је режирао Тимоти Џон Бајфорд. У Полетарцу се појављују наши најпознатији спортисти, фудбалери, кошаркаши, пливачи, тенисери.

## Радња
Серија је намењена деци, са намером да им ненаметљиво и забавно - кроз песму, виц или скеч објасни неке основне појмове о животу и односима у свету који их окружује. Деца кроз серију уче о бројевима, како се гледа на сат, како се цртају животиње...

## Епизоде
| Сезона | Епизода | Назив | Датум              |
| ------ | ------- | ----- | ------------------ |
| 1      | 1       | /     | 6. фебруара 1980.  |
| 1      | 2       | /     | 13. фебруара 1980. |
| 1      | 3       | /     | 20. фебруара 1980. |
| 1      | 4       | /     | 27. фебруара 1980. |
| 1      | 5       | /     | 5. марта 1980.     |
| 1      | 6       | /     | 12. марта 1980.    |
| 1      | 7       | /     | 19. марта 1980.    |
| 1      | 8       | /     | 26. марта 1980.    |
| 1      | 9       | /     | 2. априла 1980.    |
| 1      | 10      | /     | 9. априла 1980.    |
| 1      | 11      | /     | 16. априла 1980.   |
| 1      | 12      | /     | 23. априла 1980.   |
| 1      | 13      | /     | 30. априла 1980.   |

## Улоге
| Глумац                 | Улога                   |
| ---------------------- | ----------------------- |
| Миодраг Петровић Чкаља | Чкаља (10 еп. 1980)     |
| Нела Ержишник          | Нела (10 еп. 1980)      |
| Драган Зарић           | Заре (10 еп. 1980)      |
| Дражен Далипагић       | Дражен (10 еп. 1980)    |
| Душан Петричић         | Душан (10 еп. 1980)     |
| Вељко Рогошић          | Вељко (10 еп. 1980)     |
| Дуле Савић             | Дуле (4 еп. 1980)       |
| Младен Вранешевић      | Младен (4 еп. 1980)     |
| Предраг Вранешевић     | Предраг (4 еп. 1980)    |
| Ђорђе Балашевић        | Ђорђе (3 еп. 1980)      |
| Миомир Ђукић           | Миомир (3 еп. 1980)     |
| Војислав Ђукић         | Војислав (3 еп. 1980)   |
| Јован Колунџија        | Јован (3 еп. 1980)      |
| Оливера Марковић       | Оливера (3 еп. 1980)    |
| Љубомир Нинковић       | Љуба (3 еп. 1980)       |
| Душан Почек            | Милиционер (3 еп. 1980) |
| Асим Сарван            | Асим (3 еп. 1980)       |
| Далиборка Стојшић      | Далиборка (3 еп. 1980)  |
| Небојша Данчевић       | Дане (2 еп. 1980)       |

 Остале улоге  ▼
| Глумац                     | Улога                        |
| -------------------------- | ---------------------------- |
| Жарко Данчуо               | Жарко (2 еп. 1980)           |
| Мима Јаусовец              | Мима (2 еп. 1980)            |
| Петар Краљ                 | Пера (2 еп. 1980)            |
| Небојша Кунић              | Неша (2 еп. 1980)            |
| Љубиша Милић               | Љуба (2 еп. 1980)            |
| Драгољуб Милосављевић Гула | Милиционер (2 еп. 1980)      |
| Драган Николић             | Гага (2 еп. 1980)            |
| Злата Петковић             | Дама (2 еп. 1980)            |
| Јован Радовановић          | Јова (2 еп. 1980)            |
| Зарије Раковић             | Таса (2 еп. 1980)            |
| Љубиша Стошић              | Буца (2 еп. 1980)            |
| Милутин Васовић            | Васке (2 еп. 1980)           |
| Војислав Воја Брајовић     | Други даса (1 еп. 1980)      |
| Бранко Цвејић              | Милиционер (1 еп. 1980)      |
| Мирко Ђерић                | Мирко (1 еп. 1980)           |
| Александар Горанић         | Александар (1 еп. 1980)      |
| Александар Хрњаковић       | Глумац на сцени (1 еп. 1980) |
| Петар Ивановић             | Петар (1 еп. 1980)           |
| Зорица Јовановић           | Зорица (1 еп. 1980)          |
| Тадија Качар               | Тадија (1 еп. 1980)          |
| Живан Љуковчан             | Живан (1 еп. 1980)           |
| Ђорђе Марјановић           | Ђорђе (1 еп. 1980)           |
| Добрила Матић              | Добрила (1 еп. 1980)         |
| Дејан Петковић             | Дејан (1 еп. 1980)           |
| Милан Срдоч                | Келнер (1 еп. 1980)          |
| Александар Стојановић      | Аца (1 еп. 1980)             |
| Љуба Тадић                 | Љуба (1 еп. 1980)            |
| Миливоје Мића Томић        | Мића (1 еп. 1980)            |
| Дадо Топић                 | Дадо (1 еп. 1980)            |
| Живојин Велимировић        | Живојин (1 еп. 1980)         |
| Видоје Вујовић             | Видоје (1 еп. 1980)          |
| Љубивоје Ршумовић          | (непознат број епизода)      |

Комплетна ТВ екипа  ▼
| Редитељ    | Тимоти Џон Бајфорд      | (10 еп. 1980) |
| Сценариста | Тимоти Џон Бајфорд      | (10 еп. 1980) |
| Сценариста | Душан Радовић           | (10 еп. 1980) |
| Сценариста | Мила Станојевић Бајфорд | (10 еп. 1980) |

## Уводна шпица
Текст песме из уводне шпице Полетарца:
| Ппппппппп, птица лети преко света, цвеће цвета, полетарац. Ооооооооо, облак лети преко неба, биће леба, полетарац. |  | Ллллллллл, лопта лети преко поља, зуји зоља, полетарац. Еееееееее, ехо лети преко кланца, глас незнанца, полетарац. |  | Ттттттттт, торта лети преко стола, слатка школа, полетарац. Ааааааааа, авион лети изнад глава, неко спава, полетарац. |  | Ррррррррр, рода лети изнад крова, деца нова, полетарац. Ааааааааа, акробата лети снажно, врло важно, полетарац. |  | Ццццццццц, цела земља лети лети, а и зими кад се сети, полетарац. Цреп, ципела, цуцла, цар, полетарац, права ствар. |

## Музика
За серију Полетарац написано је преко педесет сонгова које изводе наши познати солисти и ансамбли: Ђорђе Балашевић, Ђорђе Марјановић, "Седморица младих", "Лабораторија звука", "С времена на време".

## Тимоти Џон Бајфорд о Полетарцу
Једном приликом је Тимоти Џон Бајфорд испричао како је реаговао Душко Радовић, када је прочитао сценарио за Полетарца:
„Имао сам прилику да чујем мишљење о мојој адаптацији. Кад је прочитао сценарио, био је очајан - рекао је да нема везе са његовим часописом и да не жели да буде асоциран са телевизијском серијом. Међутим, више од годину дана касније, кад сам га случајно срео после почетка емитовања серије, пружио ми је руку и искрено честитао, са речима: Очигледно не умем да проценим сценарија.“.